# Mese, Lombardiet
Mese är en ort och kommun i provinsen Sondrio i regionen Lombardiet i Italien. Kommunen hade 1 806 invånare (2018).